# スロバキア情報庁
スロバキア情報庁（スロバキア語 : SIS, Slovenská informačná službá）は、スロバキア共和国の情報機関。1993年1月1日の連邦制解消にともない、チェコスロバキア連邦保安情報庁（FBIS, Federálna bezpečnostná a informačná služba）の業務を承継する共和国政府直属の情報機関として、スロバキア情報庁法（スロバキア共和国国民議会法律1993年第46号）に基づき発足した。

## 概要
領土および国家主権の侵害、組織犯罪、テロ活動などに関する国内外の民間情報収集および分析を業務とする。長官は共和国大統領が任命し、共和国国民議会特別監査委員会（OKV, Osobitný kontrolný výbor、旧称・共和国国民議会特別監査機構 : OKO, Osobitný kontrolný orgán）が所管する。機関の活動内容は共和国国民議会および大統領、首相に対して定期的な報告が義務づけられている。
スロバキア共和国にはこのほか、安全保障に関わる軍事情報収集・分析を行う国防省所管の軍事情報庁（VS, Vojenská spravodajská služba）および国防軍事情報部（VOS, Vojenské obranné spravodajstvo）と、政府の機密情報保護を行う安全保障局（NBÚ, Národný bezpečnostný úrad）があり、いずれも大統領が議長を務める「情報収集調整に関するスロバキア共和国保安委員会理事会」（Výbor Bezpečnostnej rady Slovenskej republiky pre koordináciu spravodajských služieb、通称・スロバキア共和国保安理事会 : Bezpečnostná rada SR）に所属している。
ビロード革命後の1990年に廃止されたチェコスロバキア社会主義共和国の内務省国家安全保障隊国家保安部（ŠtB, スロバキア語 : Štátna bezpečnosť / チェコ語 : Státní bezpečnost）の流れを汲むが、国家保安部の秘密政治警察業務は廃止前に既に停止されていた。また国家保安部の旧職員は廃止時の法律に基づき、現在も公職に就くことを禁止されているため、組織的および人的面での直接のつながりはない。

### 前史
（※原語名称はスロバキア語）
1990年2月1日に連邦内務省国家保安部（StB）の廃止と所属職員の公職追放が行われたあと、情報収集業務を承継する連邦内務省第2局（II. správa FMV, II. správa federálneho ministerstva vnútra）が発足した。同課は間もなく連邦内務省憲法民主主義擁護局（ÚOÚD FMV, Úrad na ochranu ústavy a demokracie federálneho ministerstva vnútra）に改称し、さらに連邦内務省連邦情報庁（FIS FMV, Federálna informačná služba federálneho ministerstva vnútra）に改称した。1991年には内務省から切り離されて連邦保安情報庁（FBIS, Federálna bezpečnostná a informačná služba）に改組され、1992年の連邦保安情報庁廃止法（チェコスロバキア連邦議会法律1992年543号）に基づき同年廃止された。

## 業務
スロバキア情報庁法第2条に基づき、以下の活動に関する情報を収集・分析し、スロバキア共和国国民議会、共和国大統領および関係する政府機関の活動および政策決定資料として提供する。また犯罪活動や犯罪組織に関する情報を国家警察隊に提供し、憲法および法律に違反する行為を抑止するために必要な場合はそれ以外の政府機関にも情報を提供する。
- 外国の情報活動に対する保護。
- ITを使用するコンピューター犯罪に対する保護。
- 国民の市民権侵害に対する保護。
- 国家機密の保持。
- 国家利益の保護。
- 犯罪活動を行う組織および会社に対する捜査摘発。
- 国民の安全保護。

### 組織
- 情報庁長官室（Riaditeľ SIS）
  - 情報庁副長官室（Námestník riaditeľa SIS）
    - 国内情報室（Vnútorné spravodajstvo）
    - 国外情報室（Zahraničné spravodajstvo）
    - 技術情報室（Tecnické spravodajstvo）
    - 中央分析室（Centrálna analytika）
    - 保安部（Bezpečnostný úrad）
    - 財務室（Ekonomika）
    - 人材教育室（Personalistika a vzdelávanie）
    - 情報庁事務局（Kancelária informačnej služby）

## 歴代長官
1. ヴラジミール・ミトロ  Vladimír Mitro （1993年1月～1995年4月）
2. イワン・レクサ Ivan Lexa （1995年4月～1998年10月）
3. ルドルフ・ジアク Rudolf Žiak （1998年10月～11月）
4. ヴラジミール・ミトロ  Vladimír Mitro （1998年11月～2003年3月）
5. ラディスラフ・ピットネル Ladislav Pittner （2003年3月～2006年7月）
6. ヨゼフ・マガラ Jozef Magala（2006年7月～）